# Распределённая энергетика
Распределённая энерге́тика — концепция развития энергетики, подразумевающая строительство источников тепловой и электрической энергий компактных размеров рядом с потребителями.
В настоящее время промышленно развитые страны производят основную часть электроэнергии централизованно, на больших электростанциях, таких как тепловые электростанции, атомные электростанции, гидроэлектростанции. Мощные электростанции благодаря «эффекту масштаба» имеют превосходные экономические показатели и обычно передают электроэнергию на большие расстояния. Место строительства большинства из них обусловлено множеством экономических, экологических, географических и геологических факторов, а также требованиями безопасности и охраны окружающей среды. Например, угольные станции строятся вдали от городов для предотвращения сильного загрязнения воздуха, влияющего на жителей. Некоторые из них строятся вблизи угольных месторождений для минимизации стоимости транспортировки угля. Гидроэлектростанции должны находиться в местах с достаточным энергосодержанием (значительный перепад уровней на расход воды).

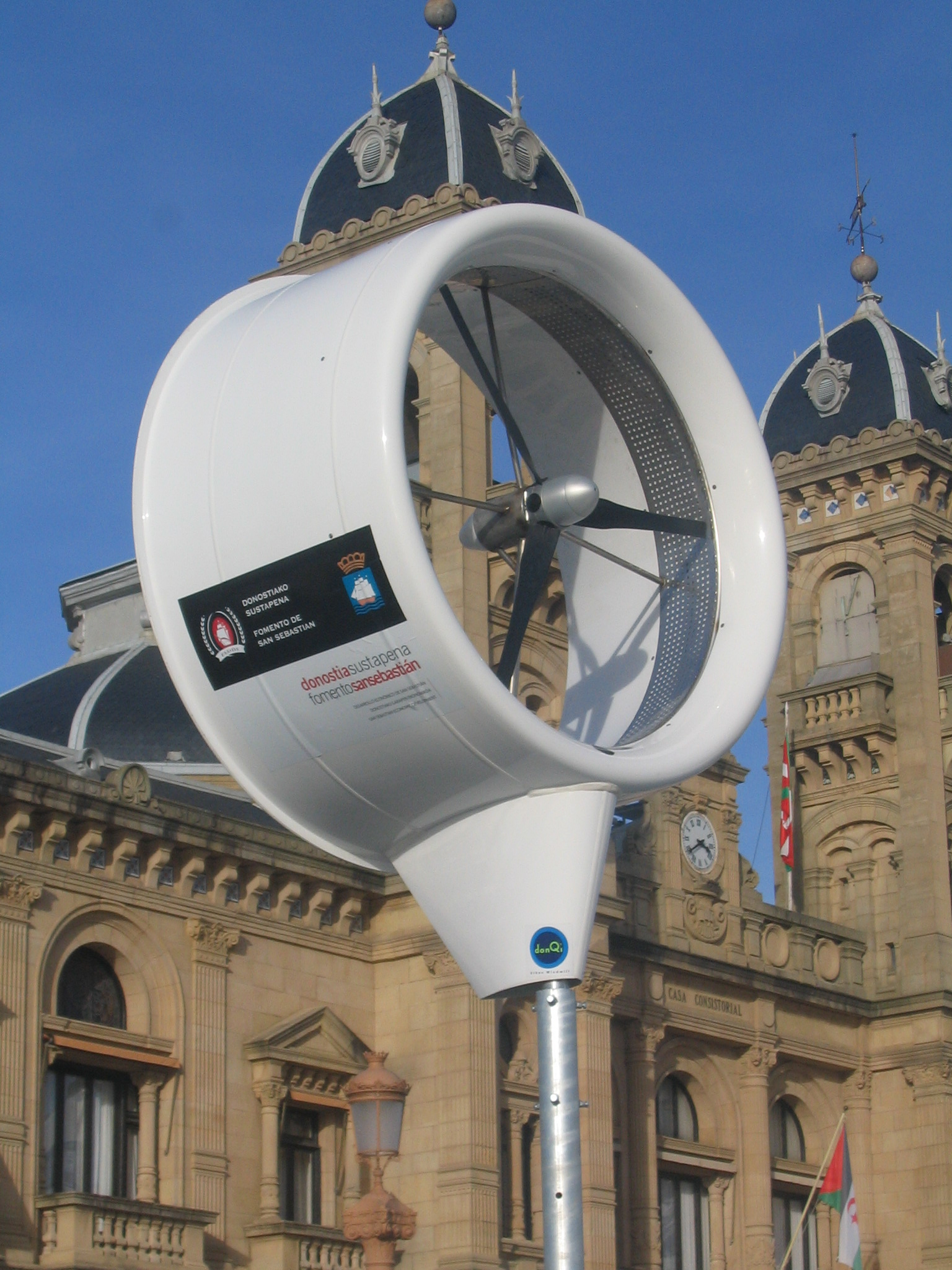
Ветрогенератор, Испания

Низкое загрязнение окружающей среды — критическое преимущество комбинированных энергостанций, работающих на природном газе. Это позволяет им находиться достаточно близко к городу для централизованного теплоснабжения.
Поэтому в традиционной энергетике по функциональному назначению и территориальному расположению можно четко выделить три сегмента:
1. Центры производства электроэнергии
2. Линии электропередачи большой мощности
3. Зоны потребления электроэнергии и местные распределительные сети

Атомные и тепловые электростанции, кроме электрической энергии, производят значительное количество тепла. В отличие от электроэнергии, тепловую энергию невозможно передавать на большие расстояния из-за резкого возрастания потерь с ростом расстояния. Одновременно, из-за указанных выше факторов, многие энергостанции слишком далеко расположены, чтобы использовать их побочное тепло для обогрева общественных и жилых зданий. В результате неиспользованная на самой станции тепловая энергия рассеивается в окружающей среде (теряется без полезного применения).
Общепринятого термина «малая энергетика» в настоящее время нет. В электроэнергетике наиболее часто к малым электростанциям принято относить электростанции мощностью до 30 МВт с агрегатами единичной мощностью до 10 МВт. Обычно такие электростанции разделяют на три подкласса:
- микроэлектростанции мощностью до 100 кВт;
- миниэлектростанции мощностью от 100 кВт до 1 МВт;
- малые электростанции мощностью более 1 МВт.

Наряду с термином «малая энергетика» применяются понятия «локальная энергетика», «распределенная энергетика», «автономная энергетика» и «распределенная генерация энергии (РГЭ)».Малая электроэнергетика России сегодня – это примерно 49000 электростанций (98,6% от их общего числа) общей мощностью 17 млн кВт (8% от всей установленной мощности электростанций России), работающих как в энергосистемах, так и автономно. Общая годовая выработка электроэнергии на этих электростанциях достигает 5% от выработки всех электростанций страны. Если учесть приведенные данные, то средняя мощность малых электростанций составляет примерно 340 кВт.
Несмотря на относительно скромную долю малой энергетики в общем энергобалансе России по сравнению с большой, которой уделяется основное внимание науки и промышленности, значимость малой энергетики в жизни страны трудно переоценить. Во-первых, по разным оценкам, от 60 до 70 процентов территории России не охвачены централизованным электроснабжением. На ней проживает более 20 миллионов человек, и жизнедеятельность людей обеспечивается главным образом средствами малой энергетики. Во-вторых, обширной сферой применения средств малой энергетики является резервное (иногда его называют аварийным) электроснабжение потребителей, требующих повышенной надежности и не допускающих перерывов в подаче энергии при авариях в зонах централизованного электроснабжения. В-третьих, малая энергетика может быть конкурентоспособна в тех зонах, где большая до сего времени рассматривалась как безальтернативная. Например, на промышленных предприятиях, когда постоянное повышение платы за подключение к централизованным сетям или за увеличение мощности подталкивает потребителей к строительству собственных источников энергии.
Распределенная энергетика, особенно возобновляемая энергетика, зависящая от погодных условий, может использовать системы накопления электрической энергии.

## Распределенное производство электроэнергии
Данная концепция подразумевает строительство дополнительных источников электроэнергии в непосредственной близости от потребителей. Мощность таких источников выбирается, исходя из ожидаемой мощности потребителя с учётом имеющихся ограничений (технологических, правовых, экологических и т. д.) и может варьироваться в широких пределах (от двух-трех до сотен киловатт). При этом потребитель не отключается от общей сети электроснабжения.
Можно выделить следующие технологии распределённой малой энергетики:
- Возобновляемая энергетика (солнечные батареи, ветровые электростанции)
- Малая гидроэлектростанция
- Малая атомная энергетика
- Газопоршневые электростанции
- Газотурбинные электростанции
- Микротурбинные электростанции
- Тепловые насосы
- Паровые котлы
- Топливные элементы
- Когенерационные установки (КГУ).

При этом в системе «потребитель — местный источник энергии» регулярно возникают дисбалансы между производством и потреблением энергии или между потребностью в её видах, например:
- Мощность солнечных батарей и ветрогенераторов изменяется в зависимости от погодных условий, а потребление электроэнергии от погоды может не зависеть или изменяться в противоположную сторону.
- В зимнее время потребление тепловой энергии остается постоянно высоким, а потребление электроэнергии изменяется по времени суток.

Наличие подключения к общей электрической сети позволяет компенсировать недостаток электроэнергии за счет её потребления от общей сети, а в случае избыточного производства электроэнергии собственным источником — выдавать её в сеть, с получением соответствующего дохода.
Такой подход позволяет:
- снизить потери электроэнергии при транспортировке из-за максимального приближения электрогенераторов к потребителям электричества, вплоть до расположения их в одном здании,
- уменьшить число, протяжённость и необходимую пропускную способность магистральных линий электропередачи,
- смягчить последствия аварий на центральных электростанциях и главных линиях электропередачи за счет наличия собственных источников энергии,
- обеспечить взаимное многократное резервирование электрогенерирующих мощностей (частично),
- снизить воздействие на окружающую среду за счет применения средств альтернативной энергетики, более полного использования потенциальной энергии ископаемого топлива,
- принимать участие в управлении спросом на электроэнергию.

Начиная с 2009 года произошел ряд серьезных изменений в эффективности малых (до 25 МВт) генерирующих мощностей. Согласно исследованию Института Энергетики Высшей Школы Экономики КПД энергоблоков ГПА мощность порядка 10 МВт стал сопоставим с КПД ПГУ. При этом стоимость строительства распределенной генерации ниже стоимости строительства ПГУ в 2 и более раз.
Полный отказ от мощных центральных электростанций и окончательная децентрализация электрогенерации в настоящее время невозможна как по экономическим соображениям, так и в связи со сложностью управления множеством объектов и их технического обслуживания, необходимостью постоянного поддержания баланса генерации и потребления, необходимостью наличия резервных мощностей.

### Законодательные основы
Федеральный закон N 35-ФЗ от 26.03.2003 "Об электроэнергетике"
Постановление Правительства N 442 "О ФУНКЦИОНИРОВАНИИРОЗНИЧНЫХ РЫНКОВ ЭЛЕКТРИЧЕСКОЙ ЭНЕРГИИ, ПОЛНОМИ (ИЛИ) ЧАСТИЧНОМ ОГРАНИЧЕНИИ РЕЖИМА ПОТРЕБЛЕНИЯЭЛЕКТРИЧЕСКОЙ ЭНЕРГИИ" - введено понятие объекта по производству электроэнергии и мощности на розничном рынке и правила продажи электроэнергии и мощности.
Постановление Правительства N 823 от 17.10.2009  "О схемах и программах перспективного развития электроэнергетики" - определены правила включения в схемы развития объектов малой генерации Субъектами РФ.  Включение в программы влечет за собой включение в инвестиционные программы сетевых компаний.
Федеральный закон  N 190-ФЗ от 27.07.2010 "О теплоснабжении" - выделены объекты малой когенерации и правила ее работы
Постановление Правительства РФ от 22.10.2012 N 1075 "О ценообразовании в сфере теплоснабжения"  - определены правила назначения тарифов на тепловую энергию с объектов малой генерации.
Постановление Правительства РФ N 1221 от 31.12.2009  "Об утверждении Правил установления требований энергетической эффективности товаров, работ, услуг при осуществлении закупок для обеспечения государственных и муниципальных нужд" - введено требование создания или модернизации источников тепловой энергии мощностью более 5 Гкал только в режиме когенерации.

### Предпосылки
- Невозможность получения необходимой мощности в полном объёме от электросетевой организации[4]
- Высокая стоимость технологического подсоединения к электрическим сетям[4]
- Отсутствие централизованного электроснабжения
- Сокращения объемов потребления завозимых светлых нефтепродуктов[5]

### Трудности
- Стоимость

На 2011 год большинство из предлагаемых решений в малой энергетике недоступны её главным потребителям — малым удаленным предприятиям и малым населенным пунктам России, по цене, по эффективности отношения производимой мощности к массе оборудования. К тому же, предлагаемое, как элементы малой энергетики, серийно поставляемое импортное оборудование, как правило, не нацелено на использование источников энергии, имеющихся на местах.
- Административные барьеры[6].

### Варианты реализации
- Контейнерные энергоблоки
- Мобильные энергоблоки
- Сборные энергоблоки

### Схожие понятия
При наличии соответствующих средств автоматического удаленного управления объединение распределённых генераторов энергии может выступать в качестве виртуальной электростанции.
В качестве синонима может использоваться термин «децентрализованное производство энергии», который не отражает специфической особенности — наличие общей сети обмена электро- и тепловой энергии. В рамках концепции децентрализованного производства электроэнергии возможно наличие общей сети электроэнергии и системы местных котельных, производящих исключительно тепловую энергию для нужд населённого пункта/предприятия/квартала.